# 1507 az irodalomban
Az 1507. év az irodalomban.

## Születések
- január 25. – Johannes Oporinus svájci humanista, filológus, tipográfus, többek között a Korán első latin nyelvű fordításának kiadója († 1568)
- június 6. – Annibale Caro itáliai reneszánsz költő, műfordító († 1566)

## Halálozások
- augusztus 23. – Jean Molinet francia költő, krónikaíró; prózában átdolgozta a Rózsa-regényt (* 1435)